# Winston (cigaretta)
A Winston amerikai cigarettamárka, az RJ Reynolds Tobacco Company, illetve egyik leányvállalatának, a RJR Nabisconak a védjegye.
A cigarettamárkát 1954-ben vezették be az Egyesült Államokban, ebben az évben a legkelendőbb cigaretta volt egészen 1972-ig. A terméket „Ha jó íz kell van egy Winston” szlogennel reklámozták.
Az utolsó országos felmérés 2005-ben történt a cigarettáknál, ekkor a Winston a hatodik helyen állt holtversenyben a Kool cigarettával. A Winstonról az volt a legismertebb kifejezés, hogy adalékmentes (kevésbe tartalmaz sugáranyagokat), de ez tovább sem bizonyította azt, hogy megbízható cigaretta. Állítólag a cigaretta a Santa Fe melletti dohányföld dohányából készült. A cigaretta dobozán egyébként fel volt tüntetve az adalékmentes felirat. Később azonban a Kereskedelmi Szövetségi Bizottság (angolul: Federal Trade Comission) elfogadja azt, hogy a cigaretta valójában nem tartalmaz sugáranyagokat.
Jelentős volt a Winston cigaretták reklámozása. Elsőként az 1960-61-es években volt látható a Frédi és Béni, avagy a két kőkorszaki szaki című rajzfilmsorozat szüneteiben. A harmadik évadban, mivel a rajzfilmsorozat közkedvelt volt a gyerekek körében, így az RJ Reynolds Company a Welch gyümölcsleveket is reklámozta.
Az 1980-as években a cigarettamárka a legnépszerűbb volt Puerto Rico államában, sokan az állam kultúráihoz sorolták a salsa mellett.
1971-2001 között a Winston névadó szponzora volt az NHRA gyorsulási versenyeknek, a szerződést azonban fel kellett bontania a dohánytermékek reklámozásának tilalma miatt, így az új szponzor a Powerade lett.
1972-től 2003-ig a NASCAR sorozat névadó szponzora volt, a sportág vezetői közös megegyezés alapján arra a következtetésre jutottak, hogy a világbajnokságot ezúttal Winston Cup Series-nek hívják majd(napjainkban Sprint Cup Series).
2008 végén a cigaretta csomagolása teljesen megváltozott, eltűnt az adalékmentes felirat az összes fajtáról, 2010-ben pedig megjelent az Ultra Lights, illetve a Lights enyhe csomagolású fajtái is, melynek színeit teljesen megváltoztatták, hiszen az nem felelet meg az FDA elvárásainak.